# Marine Aircraft Group 12
12ème Groupe aérien du Corps des Marines
Le Marine Aircraft Group 12 (ou MAG-12) est un groupe aérien actif du Corps des Marines des États-Unis chargé de fournir des avions de combat et d'assaut. Il basé à la Marine Corps Air Station Iwakuni au Japon qui est actuellement composée de trois escadrons de F-35C Lightning II, d'un escadron de AV-8B Harrier II, d'un escadron de ravitaillement aérien tactique KC-130J, d'un escadron de maintenance et de logistique et d'un escadron de soutien. Ils relèvent du commandement de la 1st Marine Aircraft Wing et du III Marine Expeditionary Force.

## Mission
La mission du MAG-12, en tant que bras aérien tactique de la 1st Marine Aircraft Wing, est d'effectuer la reconnaissance aérienne, la guerre électronique, la guerre antiaérienne, l'appui aérien offensif, le contrôle des aéronefs et des missiles, et l'appui d'assaut à partir de bases avancées, expéditionnaire bases ou la base maritime soutenue par la logistique aéronautique organique et la logistique de soutien au sol de l'aviation comme requis par la III Marine Expeditionary Force et le Commandement du Pacifique des États-Unis et être prêt à mener les opérations de soutien et d'engagement qui pourraient être dirigées.

## Unités subordonnées
Le MAG-12  est constitué de  :
| Code     | Insigne | Escadron                                      | Surnom        | Aéronef           |
| -------- | ------- | --------------------------------------------- | ------------- | ----------------- |
| VMFA-121 |         | Marine Fighter Attack Squadron 121            | Green Knights | F-35 Lightning II |
| VMFA-242 |         | Marine Fighter Attack Squadron 242            | Bats          | F-35 Lightning II |
| VMGR-152 |         | Marine Aerial Refueler Transport Squadron 152 | Sumos         | KC-130 Hercules   |
| MALS-12  |         | Marine Aviation Logistics Squadron 12         | Marauders     |                   |
| MWSS-171 |         | Marine Wing Support Squadron 171              | The Sentinels |                   |

## Historique

### Origine
Le Marine Aircraft Group 12 a été activé au Camp Kearny (en), San Diego en Californie, le 1er mars 1942. Peu de temps après, il est déployé sur le Théâtre du Pacifique. De décembre 1942 jusqu'à la fin des hostilités à la fin de 1945, le Groupe a participé à de nombreuses opérations dans les îles Salomon et les Philippines en soutenant l'US Army, l'US Navy et l'US Marine Corps, ainsi que les forces de guérilla philippines.